# 森巴! Kobushi熱內盧 / 來吧青春! / 我是最受歡迎的
《森巴! Kobushi熱內盧 / 來吧青春! / 我是最受歡迎的》（サンバ! こぶしジャネイロ / バッチ来い青春! / オラはにんきもの）是日本女子偶像組合Kobushi Factory的第3张單曲，於2016年7月27日由zetima發售。

## 概要
- 《森巴! Kobushi熱內盧 / 來吧青春! / 我是最受歡迎的》是Kobushi Factory第三張3A單曲。
- A面曲《我是最受歡迎的》是Kobushi Factory第3首翻唱歌曲，翻唱自動畫《蠟筆小新》的主題曲；《我是最受歡迎的》亦是朝日電視台節目「musicるtv」其中一環節的審查曲目。。
- 此單曲有6個版本，分別有初回生產限定盤A、B、C和通常盤A、B、C。「初回生產限定盤A」收錄了《森巴! Kobushi熱內盧》的PV；「初回生產限定盤B」收錄了《來吧青春!》的PV；「初回生產限定盤C」收錄了《我是最受歡迎的》的PV。
- 8月8日於Oricon公信榜單曲週榜取得第3名。

## 收錄内容

### CD
1. 森巴! Kobushi熱內盧
（作詞、作曲：星部ショウ / 編曲：hasiejaneiro、竹上良成）
2. 來吧青春!
（作詞：イイジマケン / 作曲：イイジマケン、炭竃智弘 / 編曲：gaokalab）
3. 我是最受歡迎的
（作詞：里乃塚玲央 / 作曲：小杉保夫 / 編曲：菊谷知樹、竹上良成）
4. 森巴! Kobushi熱內盧（Instrumental）
5. 來吧青春!（Instrumental）
6. 我是最受歡迎的（Instrumental）

### DVD

#### 初回生產限定盤A
1. 森巴! Kobushi熱內盧（MV）

#### 初回生產限定盤B
1. 來吧青春!（MV）

#### 初回生產限定盤C
1. 我是最受歡迎的（MV）

## 外部連結
- Kobushi Factory官方網站 （页面存档备份，存于）（日語）
- YouTube上的《森巴! Kobushi熱內盧》PV
- YouTube上的《來吧青春!》PV
- YouTube上的《我是最受歡迎的》PV